# Cvrčík mravenčí
Cvrčík mravenčí (Myrmecophilus acervorum) je zástupce hmyzu, řádu rovnokřídlí z rodu cvrčíků. Tento řád čítá asi osm druhů. Je to nejmenší druh řádu rovnokřídlých v České republice.

## Popis
Cvrčík dorůstá velikosti 2–3,5 milimetrů, délka kladélka je 1,5–1,8 mm. Patří k hmyzu s proměnou nedokonalou, tedy vajíčko, nymfa (několikrát se svléká) a dospělec. Chodidla zadních nohou má tříčlenná, zadní stehna ztlustlá, vejčitá, a holeně jsou opatřeny dlouhými trny. Oči má malé, sotva patrné. Štěty na zadní části těla jsou krátké a zesílené. Barva tmavě až rezavě hnědá, s nestejně širokými proužky, vodorovně po těle. Cvrčík mravenčí nestriduluje a je němý.
Aktivita dospělého imaga je od července do října.

## Výskyt
Vyskytuje se roztroušeně v teplých oblastech, převážně v Polsku, Rakousku, Německu, České republice, Slovenské Republice, Ukrajině a v Maďarsku, do nadmořské výšky zhruba 500 metrů. V České republice hojný.
Žije v hnízdech teplomilných druhů mravenců, hlavně pod kameny. Přednost dává mravencům rodu Lasius niger.

## Vývoj
Ke zrodu nového jedince dochází ve veliké míře především partenogeneticky mimo mraveniště, prostřednictvím dospělých samic, či větších nymf. Takto především ve střední Evropě.

## Škodlivost
Tento druh není škůdce.

## Ochrana
Tento druh není v České republice chráněný.